# Friedrich Wilhelm Kritzinger (Theologe)
Friedrich Wilhelm Kritzinger (* 24. Januar 1816 in Lehnin, Provinz Brandenburg, Königreich Preußen; † 12. Juli 1890 in Naumburg (Saale), Provinz Sachsen, Königreich Preußen) war ein deutscher evangelischer Theologe und Pädagoge. Er ging als Autor des Weihnachtsliedes Süßer die Glocken nie klingen in die Literaturgeschichte ein.

## Leben
Kritzinger war der Nachfahre Salzburger Exulanten, die 1731/32 aus dem Erzstift Salzburg vertrieben wurden und sich im Fürstentum Sachsen-Merseburg ansiedeln konnten. Die folgenden Generationen waren im kursächsischen Leipzig ansässig, von wo es Kritzingers Vater in den Wirren der Befreiungskriege nach Preußen brachte. Hier fand er in Lehnin eine Anstellung als Oekonomie-Schreiber und schließlich Sekretär beim königlich-preußischen Rentamt. Aus der Verbindung mit der Tochter eines Lehniner Schneidermeisters wurde 1816 zunächst der Sohn Friedrich Wilhelm geboren, bevor er seine Frau im Mai 1817 heiratete. Im Jahre 1823 folgte dann der zweite Sohn Ludwig.
Nach der Klosterschule in Lehnin und einer weiterführenden Schule studierte er bei August Neander Theologie in Berlin. Von 1847 bis 1850 leitete er ein Privatinstitut in Pyritz (Provinz Pommern). Ostern 1850 wurde er zum Rektor der Stadtschule in Naugard (Provinz Pommern) bestellt. Nach Empfehlung des preußischen Kultusministers von Eichhorn hatte Otto Viktor Fürst von Schönburg-Waldenburg (1785–1859) Kritzinger ab 8. Juli 1852 zum ersten Direktor der Lehrerinnenbildungsanstalt (heute Christophorusgymnasium) in Droyßig (preußische Provinz Sachsen) bestellt. Diese Position hatte Kritzinger 38 Jahre lang inne.
Gesundheitlich angeschlagen, musste Kritzinger um seine Versetzung in den Ruhestand zum 1. Juli 1890 bitten. Mit seiner Familie siedelte er nach Naumburg (Saale) um. Schon kurz nach dem Umzug starb er dort. Auf Wunsch des Prinzen Hugo zu Schönburg-Waldenburg wurde er auf dem Friedhof in Droyßig gegenüber dem Prinzlichen Erbbegräbnis beigesetzt. Sein Grab dort ist noch heute erhalten und in gutem Zustand.

## Literatur

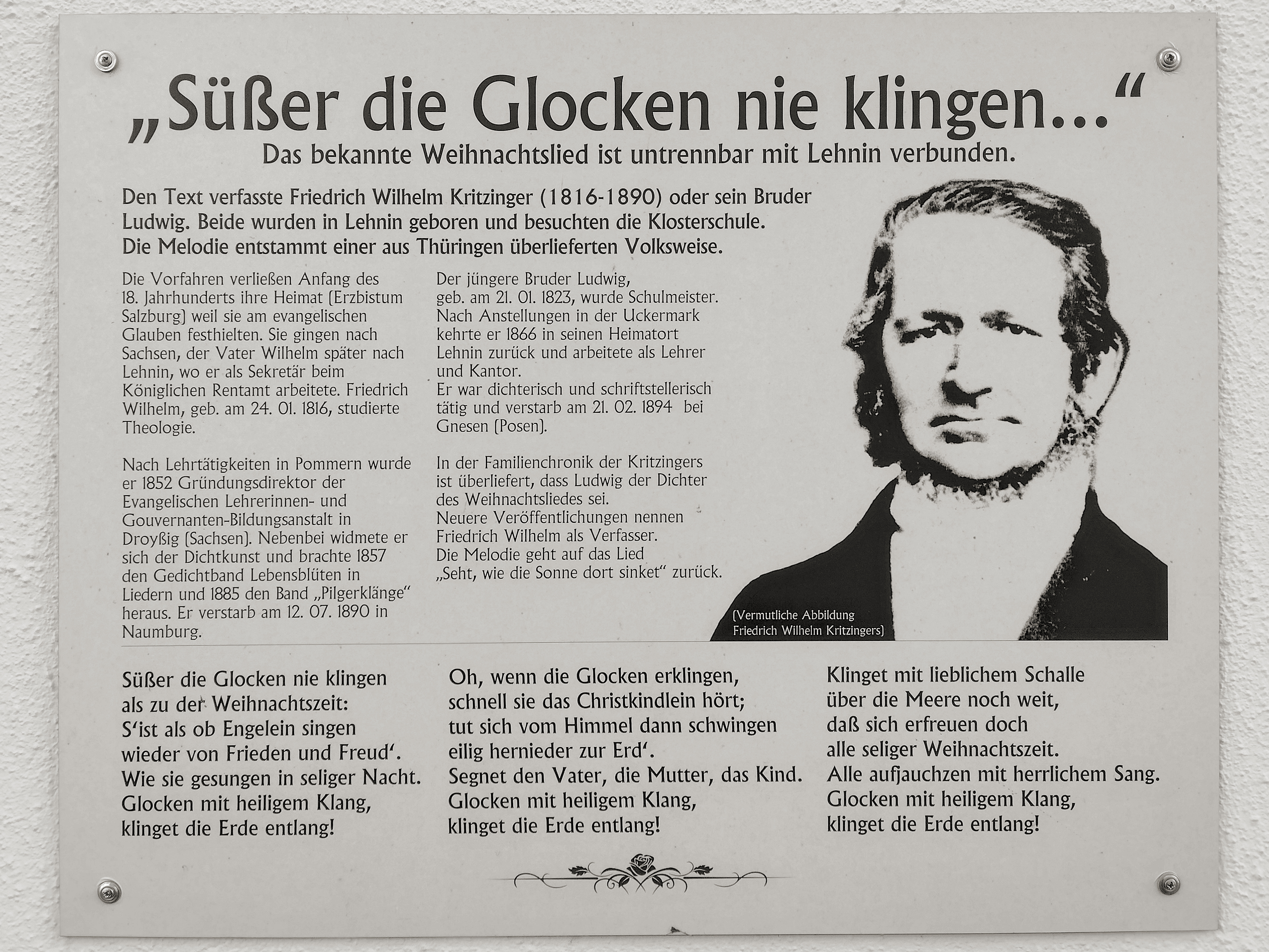
Gedenktafel (Kritzingergasse)

## Ehrungen

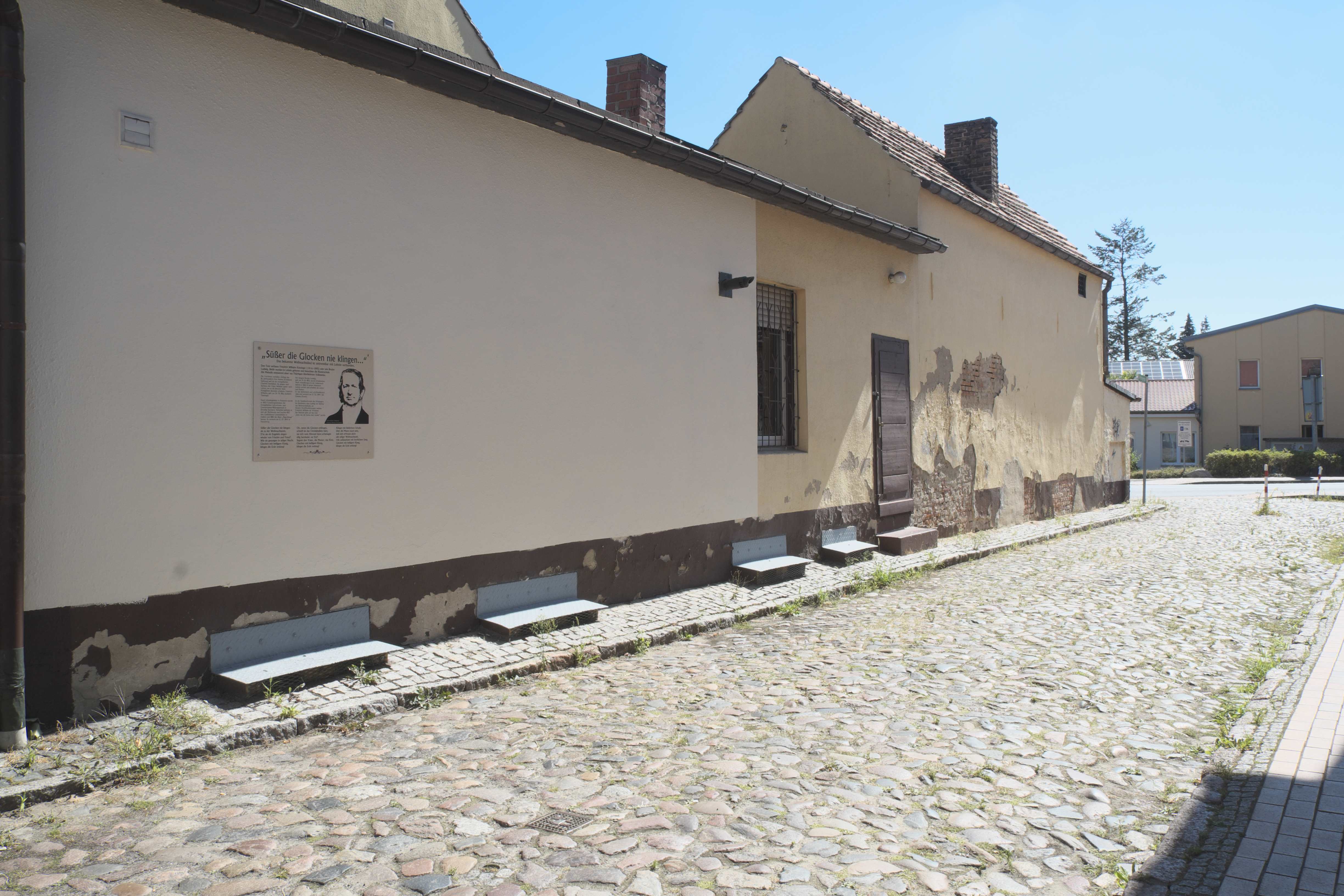
Kritzingergasse in Kloster Lehnin

Seine Verdienste brachten ihm zahlreiche Ehrungen ein. 1875 wurde ihm der Adler der Ritter des Königlichen Hausordens von Hohenzollern verliehen und er 1885 zum Königlichen Schulrat ernannt. 1888 erhielt er den Roten Adlerorden IV. Klasse und die III. Klasse mit Schleife. In Droyßig wurde die Wilhelm-Kritzinger-Straße nach ihm benannt. Sein Geburtsort Lehnin beschloss 2019, ihn gemeinsam mit seinem Bruder Ludwig  mit einer Kritzingergasse zu ehren. Die Benennung der Kritzingergasse und die Enthüllung einer Gedenktafel fand am 28. November 2021 statt.

## Werke
Werkverzeichnis nach zeitgenössischen Katalogen:
- Lebensblüthen in Liedern. Duncker, Berlin 1857 (Digitalisat).
- Liederbüchlein für Kinder. Streiber, Zeitz 1857.
- Eichenblätter zu Preußens jüngstem Ehrenkranze. Heinicke, Berlin 1864, OCLC 246779683.
- Samenkörner aus Gottes Wort. Kay, Kassel 1866, OCLC 179922494.
- Weihnachtsbüchlein für Schule und Haus. Webel, Zeitz 1866, OCLC 246776240.
- Weihnachtsstrauß für Haus und Schule. Huch, Zeitz 1869.
- Vaterlands-Lieder. Huch, Zeitz 1876.
- Pilgerklänge. Gedichte. Huch, Zeitz 1885, OCLC 246930296.

Zweifelhaftes:
Unter dem Namen Wilhelm Kritzinger sind auch Abhandlungen zur Geschichte des Klosters Lehnin erschienen. Es ist unklar, ob diese Friedrich Wilhelm Kritzinger zuzuschreiben sind, oder einem anderen Autor, z. B. Kritzingers Vater.
- Beschreibung des in der Churmark Brandenburg im Zaucheschen Kreise belegenen vormaligen berühmten Cisterzienser-Klosters Lehnin. [Nebst] Geschichte der Mark Brandenburg. Manuskript, 1837, Landeshauptarchiv Brandenburg.
- Die Gründung des ehemals so berühmten Cisterzienser-Klosters Lehnin bei Brandenburg a.d.H. und Beschreibung der daselbst befindlichen Merkwürdigkeiten. Selbstverlag, Lehnin o. J. [1851 ?[14]], OCLC 248412985 (Digitalisat in der Google-Buchsuche).
- Beitrag zu: Ludwig Kritzinger: Kloster Lehnin und seine Sagen. Selbstverlag, Lehnin 1876, OCLC 247721254.